# North Carlton
North Carlton är en ort och civil parish i Storbritannien.   Den ligger i grevskapet Lincolnshire och riksdelen England, i den sydöstra delen av landet, 200 km norr om huvudstaden London. North Carlton ligger 27 meter över havet och antalet invånare är 140.
Terrängen runt North Carlton är platt. Runt North Carlton är det mycket tätbefolkat, med 2 261 invånare per kvadratkilometer. Närmaste större samhälle är Lincoln, 7,3 km söder om North Carlton. Trakten runt North Carlton består till största delen av jordbruksmark.